# Rabi (Panchthar)
Rabi (nep. रवी) – gaun wikas samiti we wschodniej części Nepalu w strefie Meći w dystrykcie Panchthar. Według nepalskiego spisu powszechnego z 2001 roku liczył on 902 gospodarstw domowych i 4528 mieszkańców (2300 kobiet i 2228 mężczyzn).